# Break Up
Break Up es un álbum de estudio de Pete Yorn y Scarlett Johansson publicado el 15 de septiembre de 2009, y precedido por un primer sencillo, "Relator", a la venta desde el 25 de mayo.

## Producción
El álbum fue grabado en 2006, con lo que precede a varios álbumes que Yorn y Johansson han lanzado como solistas. Johansson completó su voz para el proyecto en dos sesiones de tarde.
Yorn dijo que el concepto del álbum fue realizado en un sueño que tenía. El proyecto fue inspirado por Serge Gainsbourg de 1967 y 1968 álbumes con Brigitte Bardot. 
Johansson habló sobre el proyecto recientemente, "La idea de dos personas a través de su relación vocalizando duetos ... Siempre pensé en ella como sólo un pequeño proyecto entre amigos. Capturado perfectamente donde me encontraba en mi vida en el momento"

## Canciones
Todas escritas por Pete Yorn excepto la citada.

| N.º | Título                         | Duración |  |
| 1.  | «Relator»                      | 2:33     |  |
| 2.  | «Wear and Tear»                | 3:22     |  |
| 3.  | «I Don't Know What to Do»      | 3:29     |  |
| 4.  | «Search Your Heart»            | 3:01     |  |
| 5.  | «Blackie's Dead»               | 2:37     |  |
| 6.  | «I Am the Cosmos» (Chris Bell) | 2:47     |  |
| 7.  | «Shampoo»                      | 3:05     |  |
| 8.  | «Clean»                        | 3:48     |  |
| 9.  | «Someday»                      | 4:17     |  |

### Edición especial francesa
| N.º | Título                    | Duración |  |
| 1.  | «Relator»                 | 2:36     |  |
| 2.  | «Blackie's Dead»          | 2:38     |  |
| 3.  | «I Don't Know What to Do» | 3:30     |  |
| 4.  | «Search Your Heart»       | 3:03     |  |
| 5.  | «Shampoo»                 | 3:08     |  |
| 6.  | «Stop Your Sobbin'»       | 2:38     |  |
| 7.  | «Relator (Video)»         | 2:33     |  |

## Posicionamiento

### Álbum
| Chart (2009)                                 | Posición |
| -------------------------------------------- | -------- |
| Bélgica (Región Flamenca)                    | 78       |
| Bélgica (Región Valona)                      | 45       |
| Estados Unidos                               | 41       |
| Billboard Top Digital Albums                 | 7        |
| Billboard Top Modern Rock/Alternative Albums | 6        |
| Billboard Top Rock Albums                    | 14       |
| Francia                                      | 18       |
| Reino Unido                                  | 160      |
| Suiza                                        | 58       |

### Sencillos
| Año  | Sencillo  | Listas                  | Posición |
| ---- | --------- | ----------------------- | -------- |
| 2009 | "Relator" | Alemania                | #91      |
| 2009 | "Relator" | Bélgica (Región Valona) | #10      |
| 2009 | "Relator" | Francia                 | #19      |
| 2009 | "Relator" | Reino Unido             | #187     |
| 2009 | "Relator" | Suiza                   | #57      |